# Precis moyambensis
Precis moyambensis är en fjärilsart som beskrevs av Wichgraf 1921. Precis moyambensis ingår i släktet Precis och familjen praktfjärilar. Inga underarter finns listade i Catalogue of Life.